# Воскресенский храм (Торопец)
Церковь Воскресения Христова — уничтоженный в советское время православный храм, располагавшийся в городе Торопец Тверской области.

## Расположение
Воскресенский храм находился в центральной части города. Находился в начале Миллионной (сейчас — Советской улицы). В настоящее время на этом месте расположен сквер 900-летия Торопца.

## История
Каменный храм построили в 1605 году, если бы он сохранился, то был бы самой старой постройкой города.
Имел два престола: главный в честь Воскресения Господня, придельный в честь Апостолов Петра и Павла. Рядом располагалась колокольня с девятью колоколами. Храму принадлежала одна торговая лавка.
В 1876 году был приписан к Входа-Иерусалимскому храму. Ежегодно из храма совершался крестный ход с Воскресенской иконой в Корсунский собор.
В разные годы в храме служили следующие священники:
- Алексий Михайлович Печанский
- Иоанн Николаевич Троицкий (1907—1913)

Точная дата, когда храм был уничтожен советскими властями, неизвестна. По некоторым данным, это произошло в середине XX века.

## Галерея

Храм Воскресения Господня в Торопце.
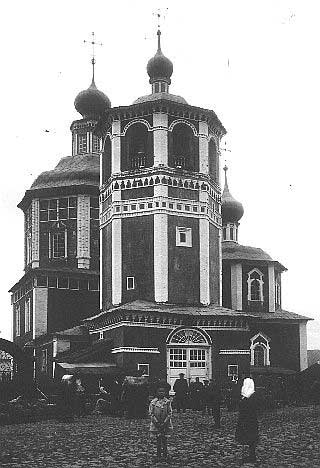
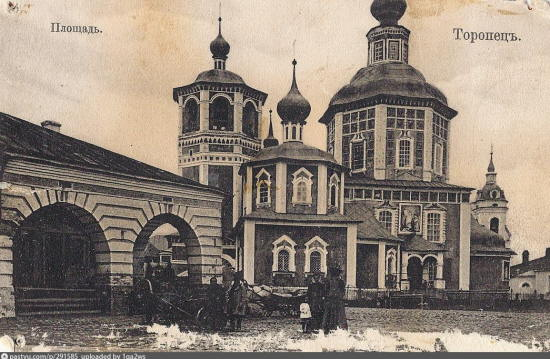